# Okres Püspökladány
Okres Püspökladány (maďarsky Püspökladányi járás) se nachází v Maďarsku v župě Hajdú-Bihar. Jeho správním centrem je město Püspökladány.

## Sídla
V okrese se nachází celkem 12 měst a obcí:
- Báránd
- Bihardancsháza
- Biharnagybajom
- Bihartorda
- Földes
- Kaba
- Nagyrábé
- Püspökladány
- Sáp
- Sárrétudvari
- Szerep
- Tetétlen